# Лудвиг Емих фон Лайнинген-Вестербург
Лудвиг Емих фон Лайнинген-Вестербург (на немски: Ludwig Emich von Leiningen-Westerburg; * 14 август или 24 август 1595; † 1 юни 1635, Оберброн, Елзас) е граф на Вестербург-Лайнинген-Оберброн.

## Произход и наследство
Той е най-малкият син на граф Йохан Лудвиг фон Лайнинген-Вестербург (1557 – 1622) и съпругата му Бернхардина фон Липе (1563 – 1622), дъщеря на господар Бернхард VIII фон Липе (1527 – 1563) и графиня Катарина фон Валдек-Айзенберг (1524 – 1583). По-големите му братя са Георг Филип (1579 – 1589), Йохан Казимир (1587 – 1635) и Филип II (1591 – 1668).
След смъртта на баща му през 1622 г. графство е поделено между живите братя. Най-големият Йохан Казимир продължава главната линия Лайнинген-Лайнинген, която измира през 1635 г., Филип II получава частта около имперското графство Риксинген, където основава страничната линия Лайнинген-Риксинген. Най-малкият Лудвиг Емих получава Оберброн и Раушенберг и става граф на линията Вестербург-Лайнинген-Оберброн, която измира през 1665 г.

## Фамилия
Лудвиг Емих се жени на 21 август 1624 г. за графиня Естер фон Еберщайн (* 11 април 1603; † 10 октомври 1682, Вормс), дъщеря на граф Йохан Якоб II фон Еберщайн (1574 – 1638) и първата му съпруга Мария Юлиана фон Крихинген († 1608). Те имат децата:
- Йохан Лудвиг фон Лайнинген-Вестербург (1625 – 1665), граф на Оберброн, Нойлайнинген и Форбах, женен 1651 г. за Сибила Кристина фон Вид (1631 – 1707), дъщеря на граф Херман II фон Вид-Рункел (1581 – 1631)
- Анна Магдалена (1628 – 1638)
- Естер Мария Юлиана († 1670), омъжена за Ернст Лудвиг Рьодер фон Дирсбург
- Сузана Елизабет
- Агата Луиза (1634 – 1685), омъжена ок. 1675 г. (развод 1676) за Барон де Хамес